# Zastrzyk

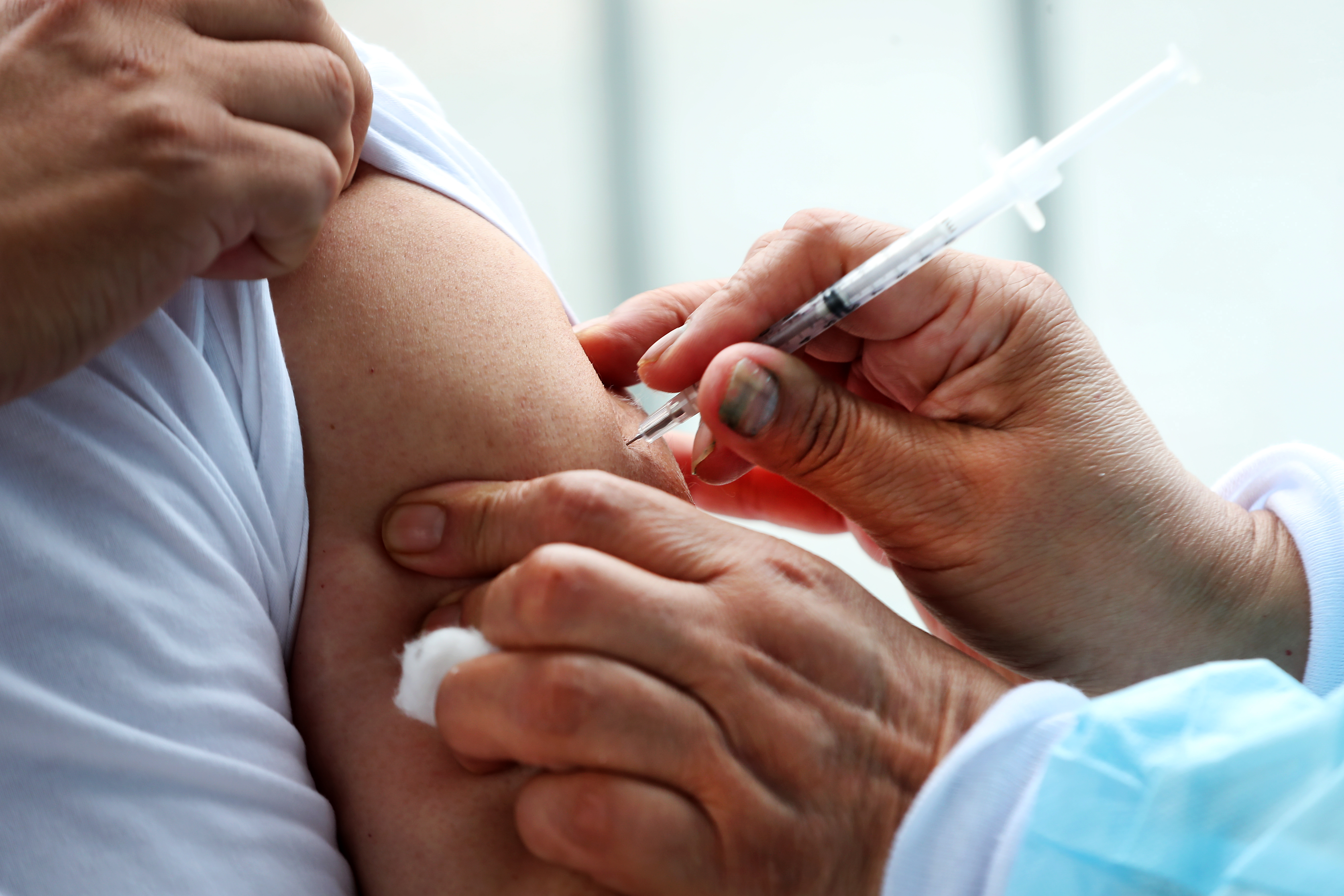
Zastrzyk

Zastrzyk, iniekcja (łac. iniectio) – wprowadzenie roztworu (najczęściej leku) do tkanki za pomocą strzykawki z igłą.

## Zastrzyki podskórne
Zastrzyki podskórne wykonuje się w ramię, brzuch, udo oraz okolicę łopatki. Maksymalnie można podać 2 ml roztworu. Igłę wprowadza się pod kątem 45-90° we wcześniej utworzony wzgórek skórny.
Najczęściej podawanymi lekami w iniekcji podskórnej są insuliny i heparyny drobnocząsteczkowe.
Dość często zleca się pacjentom samodzielne wykonywanie iniekcji podskórnych po krótkim przeszkoleniu.

## Zastrzyki śródskórne
Zastrzyki śródskórne wykonuje się w wewnętrzną część przedramienia po stronie kciuka. Podaje się od 0,05 ml do maksymalnie 0,1 ml roztworu. Igłę wprowadza się pod kątem 5-10°.
Zastrzyki śródskórne stosuje się przy testach uczuleniowych lub próbie tuberkulinowej.

## Zastrzyki domięśniowe
Zastrzyki domięśniowe wykonuje się w duże mięśnie, dobrze ukrwione, słabo unerwione, najczęściej są to mięsień pośladkowy średni, mięsień czworogłowy uda, mięsień trójgłowy ramienia. Nie należy przekraczać jednorazowo dawki 5ml). Igłę wprowadza się pod kątem 90° po poprzednim naciągnięciu skóry. Przed podaniem leku należy wykonać próbę aspirowania, aby upewnić się, że koniec igły nie jest położony w świetle naczynia.
Zastrzyki domięśniowe są najczęściej wykonywanymi. Stosuje się je podczas podawania wielu leków.
Postać leku: wodna, oleista, zawiesina.
Stężenie: izotoniczne

## Zastrzyki dożylne
Zastrzyki dożylne wykonuje się w większe żyły, najczęściej w okolicach zgięcia łokciowego, nadgarstka, grzbietowej części dłoni, czasami nakłuwa się żyły na grzbietowej części stopy. Nie ma maksymalnej ilości roztworu jaką możemy podać w iniekcji dożylnej. Igłę wprowadza się w światło żyły i wolno wprowadza się roztwór.
Najczęściej do iniekcji dożylnej stosuje się wenflon, który zapewnia stały kontakt z żyłą i ułatwia podawanie leku.

## Najczęstsze zagrożenia podczas wykonywania zastrzyku
1. Wprowadzenie drobnoustrojów do organizmu, powodujące zakażenie miejscowe lub uogólnione.
2. Wprowadzenie leku do krwiobiegu podczas iniekcji domięśniowej (zapobiega się poprzez aspirowanie).
3. Wprowadzenie leku do tkanki tłuszczowej lub podskórnej przy wykonywaniu iniekcji domięśniowych (zapobiega się poprzez stosowanie dłuższych igieł).
4. Wprowadzenie powietrza do krwi przy zastrzykach dożylnych, powodujące zator powietrzny.
5. Uszkodzenie nerwu kulszowego podczas zastrzyku domięśniowego w mięsień pośladkowy większy.

Przeczytaj ostrzeżenie dotyczące informacji medycznych i pokrewnych zamieszczonych w Wikipedii.